# Vargöns BK
Vargöns BK är en bandyklubb i Vargön i Sverige, startad 1988 genom utbrytning ut Wargöns IK.. Efter framgångsrikt Division 1-spel kvalade klubben till Allsvenskan, då Sveriges högsta division, år 2000.
Åren 2011-2014 låg klubben och vilade sig.

### Fotnoter
1. ↑  ”Vargöns BK”. Jimbobandy. 27 februari 2000. Arkiverad från originalet den 18 april 2014. https://web.archive.org/web/20140418114458/http://www.jimbobandy.nu/. Läst 6 april 2014.
2. ↑  ”Vargöns BK är tillbaka på bandykartan”. Svenska Bandyförbundet. 4 april 2014. Arkiverad från originalet den 7 april 2014. https://web.archive.org/web/20140407081016/http://iof1.idrottonline.se/SvenskaBandyforbundet/Bandynyheter/Senastenytt/VargonsBKartillbakapabandykartan/. Läst 6 april 2014.